# Castro (San Francisco)

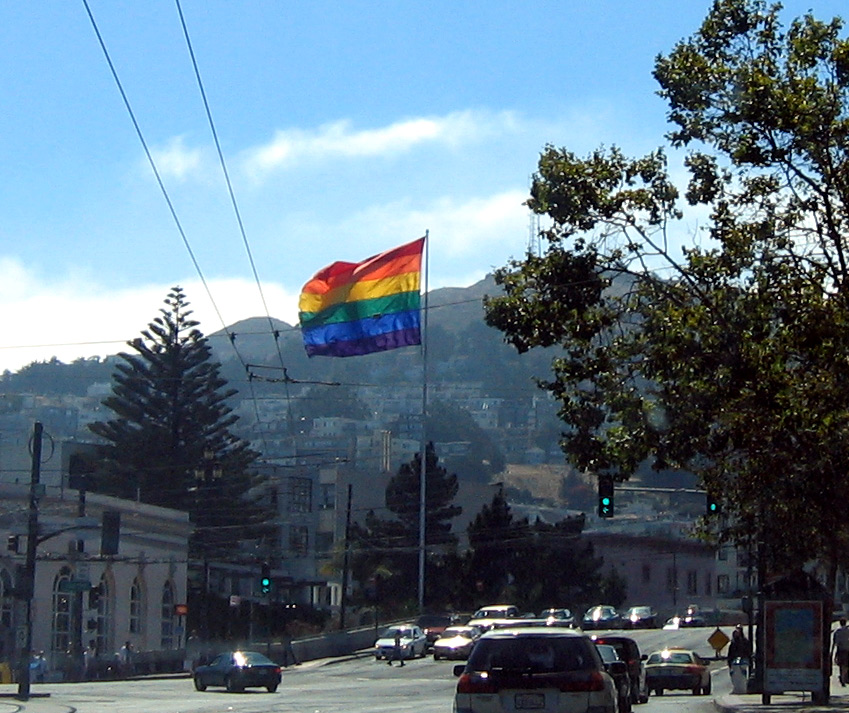
Flaggan i hörnet av Market, Castro, och 17th Street.

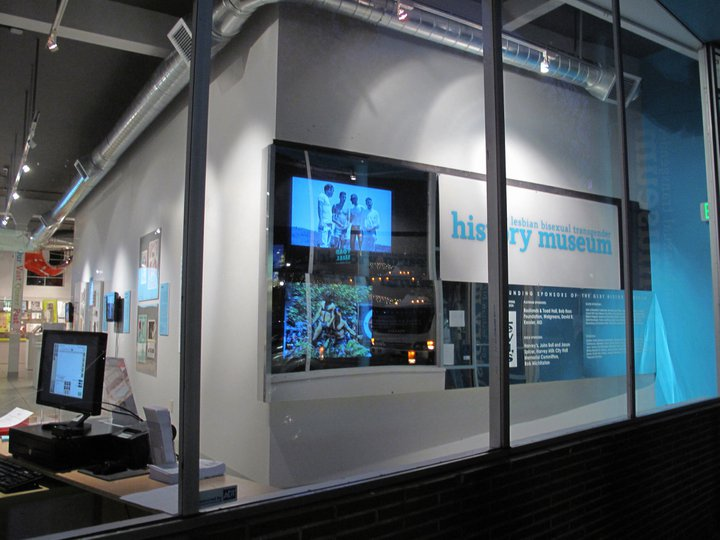
Gaymuseet GLBT History Museum

The Castro District, vanligen kallad The Castro, är en stadsdel i Eureka Valley i San Francisco, Kalifornien. 
Den är känd som en stadsdel som förändrats från att ha varit en arbetarstadsdel till att under 60- och 70-talet bli ett område och symbol för HBT-rörelsen och HBT-aktiviteter och -arrangemang. Castro är väldigt förknippat med politikern  Harvey Milk som kämpade för homosexuella rättigheter och HBT-frågor på 1970-talet. Harvey Milk hade största stödet från Castro. I området finns gaymuseet GLBT History Museum.

## Bilder

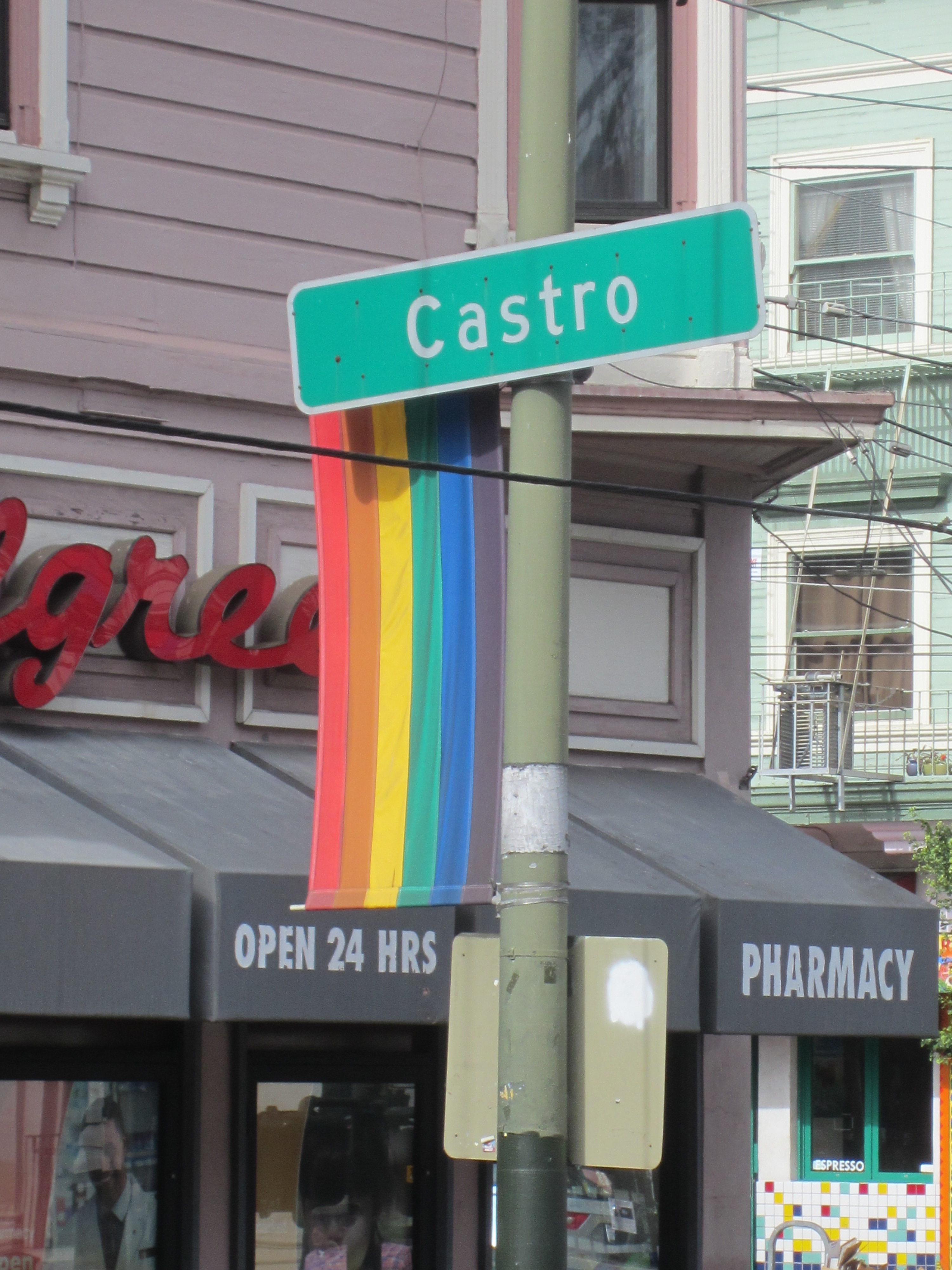
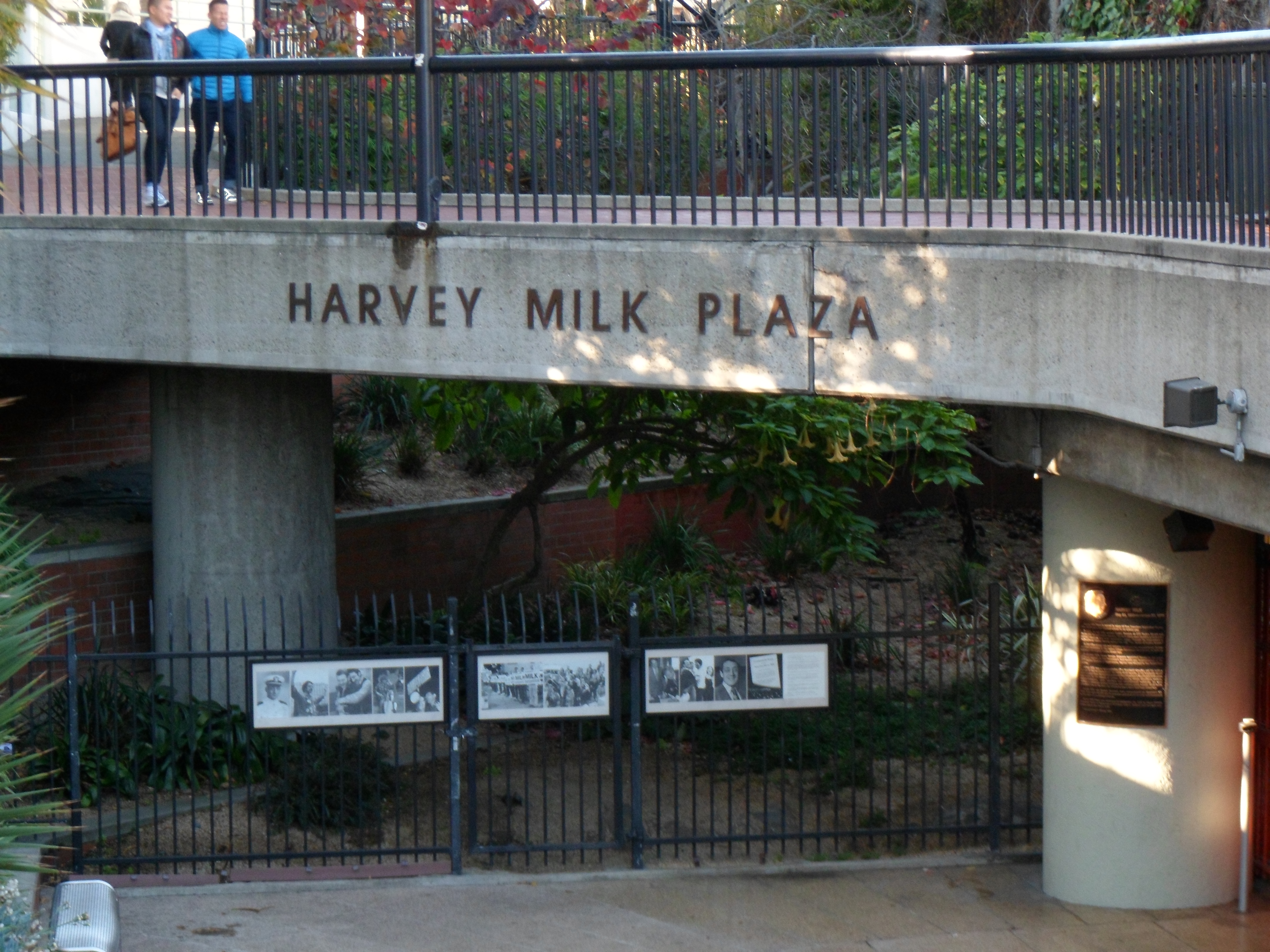
Harvey Milk Plaza
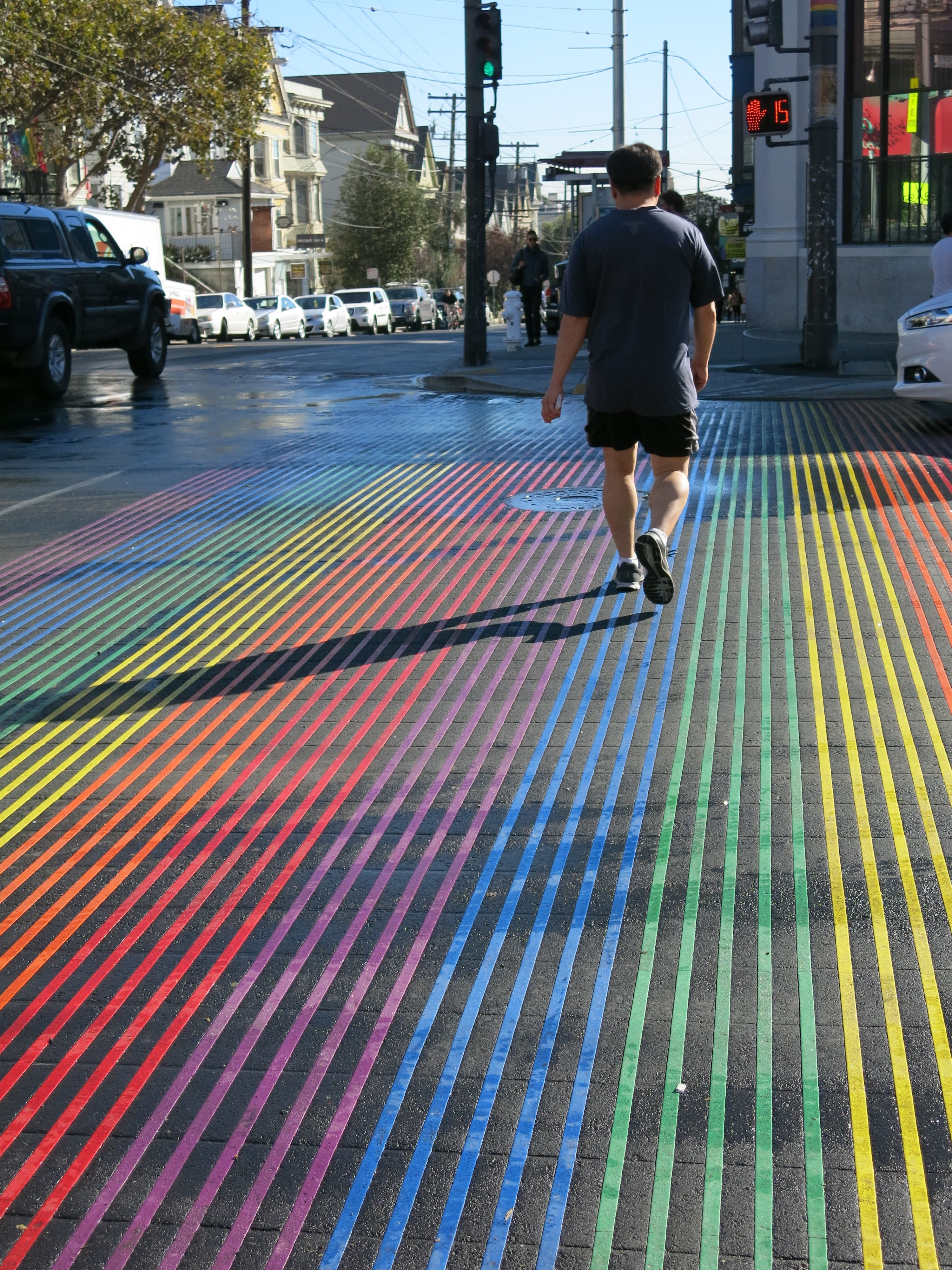
Pride övergångställe
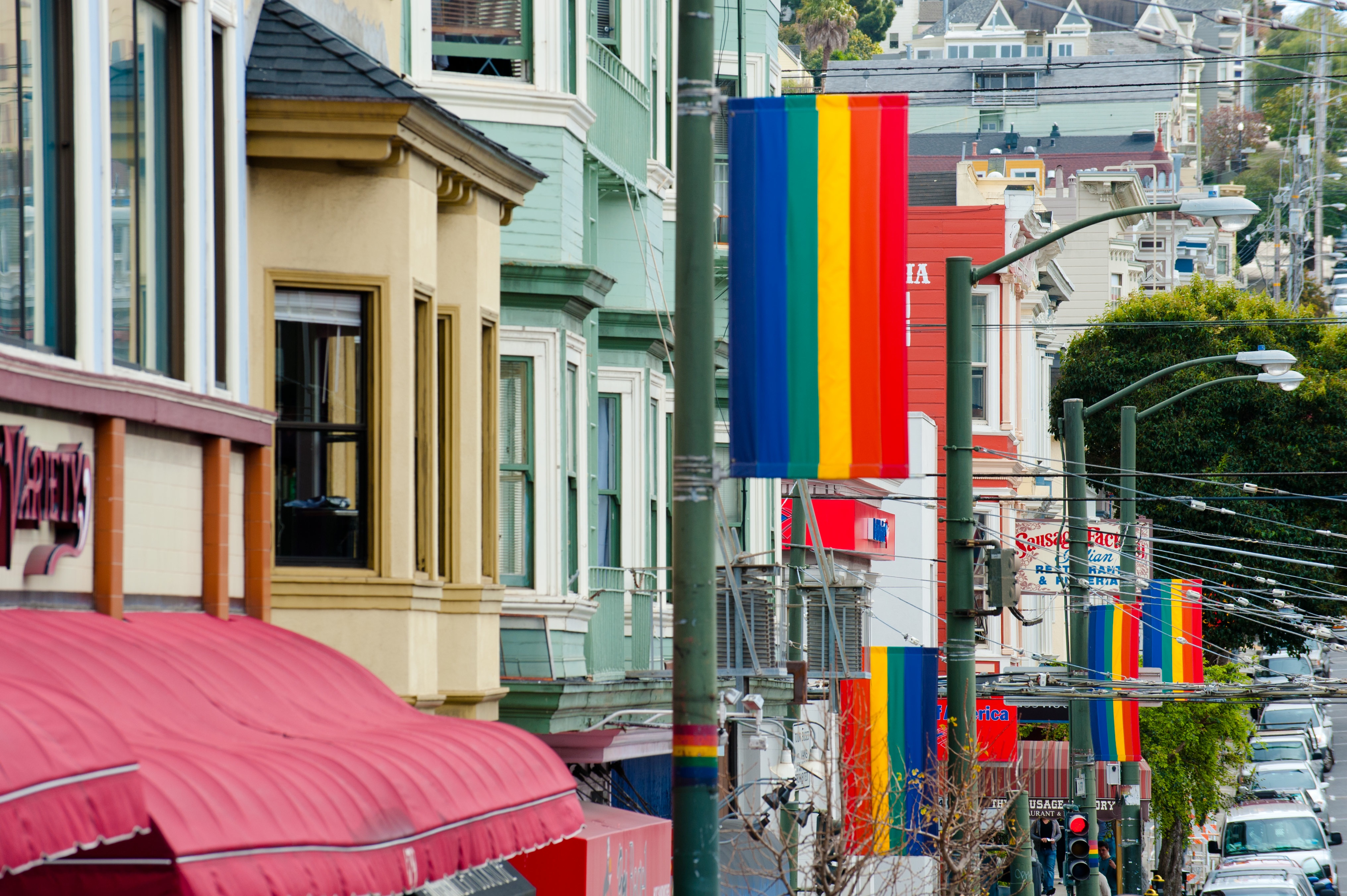